# Sericopelma ferrugineum
Sericopelma ferrugineum is een spinnensoort in de taxonomische indeling van de vogelspinnen (Theraphosidae).
Het dier behoort tot het geslacht Sericopelma. De wetenschappelijke naam van de soort werd voor het eerst geldig gepubliceerd in 1980 door Carlos E. Valerio.